# Yoshihiro Nishida
Yoshihiro Nishida (jap. 西田 吉洋 Nishida Yoshihiro; ur. 30 stycznia 1973) – japoński piłkarz występujący na pozycji pomocnika.

## Kariera klubowa
Od 1995 do 2003 roku występował w klubach Sanfrecce Hiroszima, Kyoto Purple Sanga, Avispa Fukuoka, Tokyo Verdy i Consadole Sapporo.